# Стрельцов, Виктор Сергеевич
Виктор Сергеевич Стрельцов (13 ноября 1919 — 28 марта 1947) — советский лётчик истребительной авиации войск ПВО и Военно-морского флота, участник Великой Отечественной войны, Герой Советского Союза (22.07.1944). капитан (7.02.1944).. 

## Биография
Родился 13 ноября 1919 года в городе Моршанске в семье рабочего. Русский. Член ВКП(б) с 1943 года. В 1937 году окончил среднюю школу № 34 в Моршанске.
В Красной Армии с сентября 1937 года. В 1940 году окончил Энгельсскую военную авиационную школу пилотов.
Участник Великой Отечественной войны с 41 года. Начало войны застало его лётчиком 95-го бомбардировочного авиационного полка 46-й авиационной дивизии ВВС Московского военного округа. 25 сентября 1941 года приказом Командующего ВВС был переименован в 95-й истребительный авиационный полк, а 1 октября передан в 6-й истребительный авиационный корпус ПВО Московского корпусного района ПВО. Сражаясь с врагом с 23 июня 1941 года на Западном фронте, В. С. Стрельцов совершал  по нескольку вылетов в день: бомбил тылы противника, его аэродромы и передний край обороны. На его боевом счету было тогда 9 сожженных танков, 39 автомашин и 2 железнодорожных эшелона. 
В боевом вылете 28 ноября 1941 года был ранен в лицо, лишился зрения и посадил машину по командам своего штурмана.
В марте 1942 года весь полк в полном составе был переведён в Заполярье и передан в ВВС Северного флота. Освоил управление самолётом «Пе-3», которые использовались в полку как тяжелые истребители дальнего сопровождения. Член ВКП(б) с 1943 года. 
Заместитель командира эскадрильи 95-го истребительного авиационного полка 14-й смешанной авиационной дивизии Военно-воздушных сил Северного флота капитан В. С. Стрельцов к маю 1944 года совершил 146 боевых вылетов. Потопил 3 корабля (танкер, транспорт, мотобот) и повредил 2 корабля (миноносец, мотобот) противника. В воздушных боях сбил 4 вражеских самолёта и один повредил. При штурмовках вражеских аэродромов сжёг на земле 8 самолётов. Умело прикрывая самолёты торпедоносной авиации и подавляя огонь корабельной зенитной артиллерии, обеспечил потопление 5 транспортов и одного тральщика противника.
Указом Президиума Верховного Совета СССР от 22 июля 1944 года за образцовое выполнение заданий командования и проявленные мужество и геройство капитану Стрельцову Виктору Сергеевичу присвоено звание Героя Советского Союза с вручением ордена Ленина и медали «Золотая Звезда».
Боевой путь завершил в ноябре 1944 года участием в Петсамо-Киркенесской наступательной операции (после её завершения активных боевых действий в Заполярье не велось).
После войны продолжал службу в ВМФ СССР. Он погиб во время учебного полёта на самолёте А-20 «Бостон» 28 марта 1947 года. Похоронен на городском кладбище города Моршанске.

## Награды
- Герой Советского Союза (22.07.1944)
- Орден Ленина (22.07.1944)
- Три  ордена Красного Знамени (21.05.1942, 2.06.1942, 2.04.1943)
- Медали «За оборону Москвы», За оборону Советского Заполярья, «За Победу над Германией».

## Память
- Бюст В. С. Стрельцова, в числе 53-х лётчиков-североморцев, удостоенных звания Героя Советского Союза, установлен на Аллее героев-авиаторов Северного флота, открытой 29 октября 1968 года на улице Преображенского в посёлке Сафоново ЗАТО город Североморск Мурманской области.
- Ещё один бюст Героя установлен в средней школе города Моршанска.
- В этом же городе в память о Герое-земляке установлена мемориальная доска и его именем названа улица.
- Имя В. С. Стрельцова было присвоено траулеру Министерства рыбного хозяйства.